# Centro neuropsiquiátrico de Nuakchot
El Centro neuropsiquiátrico de Nuakchot es un hospital psiquiátrico en la ciudad de Nuakchot, Mauritania. Se encuentra en la avenida Gamal Abdel Nasser, al oeste de la sede del Ministerio de Energía y el Gran Hospital Nacional de Mauritania, frente a la Reserva Natural de Sel Iode. 